# 全国精神障害者社会復帰施設協会
全国精神障害者社会復帰施設協会（ぜんこくせいしんしょうがいしゃしゃかいふっきしせつきょうかい）とは、茨城県つくば市にかつてあった精神障害者の社会復帰の促進及び精神障害者社会復帰事業の向上を図ることを目的とし、福祉施設単位で構成された団体である。

## 概要
発足は1990年。1992年に社会福祉法人の認可を受けた。
破産・解散した精神障害者家族会の全国連合組織、財団法人全国精神障害者家族会連合会(全家連)からハートピアきつれ川を譲受し運営していた。
2009年、厚生労働省の「障害者自立支援調査研究プロジェクト事業」に申請して得た約1億円の補助金を、複数の役員がハートピアきつれ川の運営費および私的に流用していた疑惑が浮上。同年9月にハートピアきつれ川の施設建物を千葉県内の医療法人への譲渡する事で合意したが、同年10月に全精社協役員ら4名が大阪地方検察庁特別捜査部に補助金適正化法違反容疑で逮捕され、売却交渉が白紙状態となった。全精社協は2010年10月に東京地方裁判所へ自己破産を申請した。